# Allan B. Polunsky Unit
Allan B. Polunsky Unit (TL, dříve Terell Unit) je věznice s celkovou kapacitou 2900 osob v texaském West Livingstonu.
Jsou zde umístěni muži všech nápravných skupin. Jedná se o jedinou věznici v Texasu, kde jsou vězněni i nejtěžší zločinci odsouzení k trestu smrti.

## Název
Věznice byla pojmenována po předsedovi Texas Board of Criminal Justice, Allanu B. Polunskym.

## Popis a poloha
Areál věznice má 23 betonových budov s šedou fasádou pro všechny kategorie vězňů podle jejich nebezpečnosti, včetně sekce Supermax. Ve věznici je vlastní kuchyně a lékařská klinika. Celý pozemek věznice má přibližně 1,9 km². Nejznámější sekcí věznice je Death Row („cela smrti“, kde jsou muži odsouzení k trestu smrti. Okolo celé věznice je soustava dvou vysokých plotů. Na jejich povrchu a mezi nimi je žiletkový drát.
Věznice leží v západní části města Livingston a okolo nejsou žádné další stavby. Směrem 1–2 km na západ leží velké jezero Livingston.

## Historie
Věznice byla otevřena v listopadu 1993. V té době se neplánovalo umístění Death Row, protože ta byla v Huntsville v Ellis Unit.
Poté, co se „podařilo“ jednomu vězni z věznice Ellis utéct (pak se ovšem utopil v potoce), bylo rozhodnuto, že vězni čekající na smrt budou přemístěni do bezpečnější věznice Allan B. Polunsky. Převozy vězňů z Ellis Unit začaly v březnu 1999.
20. července 2001 bylo vězení přejmenováno z původní názvu Terell Unit, protože Charle Terell, podle kterého byla věznice původně pojmenována, nechtěl, aby bylo jeho jméno spojováno s Death Row.

## Zajímavosti
V únoru 2000 dva z vězňů Death Row Polchai Wilkerson a Howard Guiry vzali jako rukojmí jednu z dozorkyň. Polchai Wilkerson byl popraven 14. března 2000 a Howard Guiry zatím datum popravy určené nemá.[zdroj?]
9. května 2000 vězeň Juan Salvez Soria zaútočil na kaplana Williama Paula Westbrooka. Podařilo se mu chytit jej za paži, kterou vtáhl přes otvor, jímž se vězňům podává jídlo aniž by se musely otevírat dveře. Potom jeho ruku přivázal prostěradlem k „záchodoumyvadlu“ (záchod a umyvadlo v jednom). Pak mu začal žiletkou řezat ruku až ji téměř odřízl. Byl včas zastaven obvyklým způsobem – slzným plynem.
V roce 2010 se pět vězňů odsouzených na doživotí pokusilo o útěk.
Na Death Row je známým způsobem protestu proti tamním životním podmínkám a trestu smrti lehnout si nebo sednout na zem a odmítat vstát. Vězni se občas domlouvají na protestech, kdy například začnou vyplavovat vodou svoje cely nebo v nich zakládají požáry.

## Death Row
Celá tato sekce (Death Row) jsou tři spojené dvoupatrové budovy. Vprostřed každé budovy jsou 4 zdí oddělené vycházkové dvory a každý z nich je ještě rozpůlen dvojitou mříží s pletivem, takže je možno se procházet zhruba po 10 m². Na vybetonovaném dvoře mají vězni mříže i vysoko nad hlavou.

### Cely
Každá cela má 5,6 m² a je určena jen pro jednoho vězně. Cely mají přibližně obdélníkovitý tvar. Cela je 3,25 metru dlouhá a 2 metry široká. Cely mají posuvné dveře, ve kterých jsou dvě na výšku orientovaná úzká okénka, s plexisklem a pletivem, uprostřed dveří je uzavíratelný otvor, kterým se podává jídlo, pošta. Otvorem se nasazují i pouta pokaždé, když vězeň vychází z cely. Veškeré vybavení cel je kovové. Podél stěny naproti dveřím je kovová postel, pod kterou je úložný prostor (police) a vysoko nad postelí velmi úzké, asi pěticentimetrové okno. Okno je velmi vysoko a tak není jednoduché se k němu dostat a podívat se ven. Jedna z delších zdí je holá a na druhé jsou upevněny dva malé stolky. Vedle dveří je „záchodoumyvadlo“ a nad ním svisle orientovaná lampa zabudovaná ve zdi. Podlaha je betonová a zdi oplechované.

### Vnitřní prostory
V hale jsou cely rozmístěné podél zdi ve dvou řadách nad sebou a pak je v této hale i velká klec (do výšky dvou metrů je mezi mřížemi i pletivo). Hala funguje jako společenská místnost, kde vězni mohou být v době, kdy mají povoleno být mimo cely a kde se mohou setkávat s ostatními z dané sekce.

### Vnější prostory
Okolo budov je travnatá plocha, na kterou vězni nesmí (pokud se nepokusí o útěk). Od ostatních sekcí věznice jsou budovy odděleny plotem s žiletkovým drátem. Od okolního světa odděluje vězně soustava dvou plotů, které nesou spirály žiletkového drátu. Žiletkový drát je i mezi oběma ploty.

### Denní režim
Vězni nemají povoleno pracovat a nemají žádný zajímavý denní program. Na celách stráví 22 až 23 hodin denně. Denní režim údajně nerespektuje lidský biorytmus
- 3:00 – Snídaně
- 5:00 – Předávají se dopisy dozorcům k odeslání a odnáší nádobí od snídaně.
- 6:00 – Zapíná se osvětlení, dozorci kontrolují vězně a zjišťují jméno a číslo.
- 7:00–10:00 – Možnost jít na hodinu na venkovní dvůr nebo do společenské místnosti (nebo klece).
- 10:00 – Rozdávají se obědy.
- 11:00 – Odběr použitého nádobí od oběda.
- 12:00 – Sprchování, kdy je vězeň zamčen ve sprše po dobu 20 minut až jedné hodiny.
- 13:30 – Dozorci kontrolují vězně na celách, opět se vyptávají na jméno a číslo. Při tom se zapínají všechna světla.
- 14:00 – Střídají se směny, nově příchozí dozorci se opět vyptávají na jména a čísla.
- 16:00 – Večeře.
- 17:30 – Odnáší se nádobí od večeře.
- 19:00 – V hale začínají dozorci uklízet.
- 20:30 – Doručuje se příchozí pošta.
- 21:30 – Opět kontrola jmen a čísel, opět se zapínají všechna světla.
- 22:00 – Dozorci se opět střídají, nově příchozí dozorci se znovu dotazují na jména a čísla.
- 23:30 – Dozorci zapisují a vyřizují požadavky vězňů.
- 00:00–1:30 – Výměna špinavého prádla.

### Řešení konfliktů
Pokud nastane nějaký konflikt, je řešen s pomocí těžkooděnců, běžné je používání dráždivých plynů, způsobujících pálení očí, dušení nebo pálení kůže.

### Pravidla
Vězni mají nárok na návštěvy každý týden, posílání dopisů a nákup a vlastnění vybraných věcí (větrák, psací stroj, kalkulačka, rádio, budík, rychlovarná konvice, svítilna, knihy, časopisy, nadstandardní jídlo, hygienické potřeby, potřeby na psaní dopisů, a několik dalších věcí z vězeňského obchodu). Mají povoleno mít dokumenty týkající se jejich procesu a případného odvolání. Mimo celu mohou vyjít jen na 1 až 2 hodiny denně, buď do velké klece uvnitř haly nebo do venkovního dvora, vždy jsou fyzicky odděleni od ostatních mříží s pletivem. Podle chování jsou vězni rozděleni do tří skupin. První, nejméně problémová skupina, smí vycházet mimo celu pětkrát za týden na 1–2 hodiny a další dva dny zůstává po celý den na cele. Tato skupina má nárok na všechny předchozí vyjmenované věci. Vězni druhé skupiny mohou kupovat jen dopisní a hygienické potřeby, mají poloviční počet návštěv, tedy dvě do měsíce. Třetí skupina má maximální čas pobytu mimo celu 1 hodinu denně a z cely jsou vězni vypouštěni jen čtyřikrát do týdne, mohou mít jen jednu návštěvu měsíčně. Návštěvy mohou trvat 2 hodiny. V případě, že návštěva přijede ze vzdálenosti větší než 400 km, je možné dobu prodloužit na čtyři hodiny ve dvou po sobě jdoucích dnech. Za každé zdravotnické ošetření musí vězni také zaplatit 100 dolarů ze svého kapesného, které jim obvykle posílají příbuzní a přátelé. Pracovat mají totiž vězni zakázáno a tak si peníze nemohou opatřit jiným způsobem. Někteří proto nemají žádné osobní věci.

### Kritika
Death Row je často kritizována[kým?] kvůli špatným životním podmínkám. Vězni nemohou mít televizi, jsou 22–23 hodin denně zavření na cele bez kontaktu s kýmkoliv dalším. Pokud nemají peníze, nebo jim je nepošlou příbuzní, nemohou si nic koupit ani objednat (časopisy, jídlo, rádio, rychlovarná konvice, papír na dopisy). Zadarmo nedostanou vyjma jídla a čistého prádla nic. Nepříjemný je také stálý hluk a nerespektování normálního denního režimu člověka. Cely jsou špatně větratelné a vyskytuje se v nich plíseň. Pokud jsou trestáni za různé přestupky, tak mohou být i trvale zavřeni na celách po celý týden nebo i déle. Podmínky jsou natolik špatné, že často z nich zešílí i původně duševně zdravý člověk a zdravotní péče je údajně zanedbávána. Někteří z vězňů se kvůli tomuto pokouší o sebevraždu nebo se přestanou odvolávat a těší se na svoji popravu.

## Známí vězni
- Tommy Lynn Sells, spáchal mezi 13 až 60 vraždami na území různých států USA. Odsouzen k smrti a 3. dubna 2014 popraven.
- Angel Maturino Resendez, sériový vrah známý jako „The Railroad Killer“. Odsouzen k smrti a v červnu 2006 popraven v Huntsville Unit.